# 戈爾登 (密蘇里州)
戈爾登（英語：Golden）是位於美國密蘇里州巴里縣的普查規定居民點。

## 歷史
戈爾登的郵局自1876年營運至今。

## 人口
根據2020年美國人口普查的數據，戈爾登的面積為14.81平方千米，當中陸地面積為13.80平方千米，而水域面積為1.01平方千米。當地共有人口275人，而人口密度為每平方千米18.57人。